# 规则30

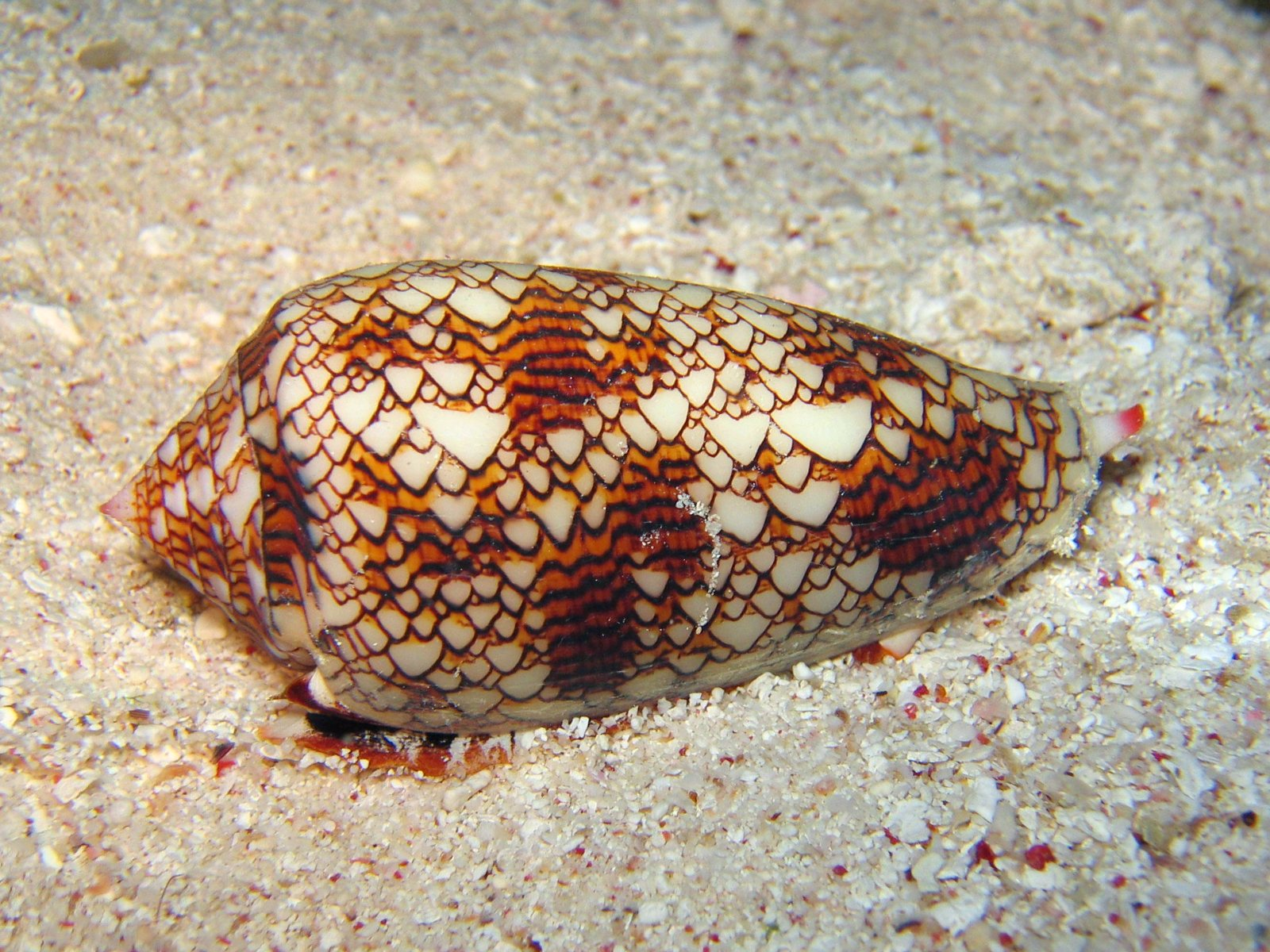
一个织锦芋螺的壳在外观上类似于规则30。

规则30是一个由史蒂芬·沃尔夫勒姆在1983年提出的单维二进制细胞自动机规则。在沃尔夫勒姆的分类体系中，规则30属于第三类规则，表现出不定期、混沌的行为。
这个规则之所以令人感兴趣，是因为这个简单、已知的规则能够产生出复杂且看上去随机的模式。因此，沃尔夫勒姆认为，规则30及其他一般的细胞自动机是理解简单规则如何在实际上形成复杂结构与行为的关键。比如说，一个类似规则30的模式广泛地出现在锥形蜗牛物种如织锦芋螺的外壳上。规则30也被当作一个随机数生成器用在Mathematica上，而且被提议应用于密码学上的流加密。
之所以将此规则命名为规则30，是因为30是已知描述了规则的Wolfram代码中最小的一个。规则30的镜像和补充分别有（规则）86、（规则）135和（规则）149。